# Great Marlow Railway
Die Great Marlow Railway war eine britische Eisenbahngesellschaft in Buckinghamshire in England. 
Die von örtlichen Geschäftsleuten gegründete Gesellschaft erhielt am 13. Juli 1868 die Konzession zum Bau einer 4,5 Kilometer langen Bahnstrecke von Bourne End nach Marlow. In Bourne End besteht ein Übergang zur Bahnstrecke High Wycombe–Maidenhead der Wycombe Railway. Die Great Marlow Railway erhielt finanzielle Unterstützung durch die Great Western Railway und wurde am 28. Juni 1873 eröffnet. Der Betrieb erfolgte aber Eröffnung durch die GWR. Eine geplante Weiterführung der Strecke bis Henley-on-Thames scheiterte an lokalem Widerstand. Am 6. August 1897 fusionierte die Great Marlow Railway in die GWR.